# Bart the Cool Kid
«Bart the Cool Kid» (укр. «Барт — крута дитина») — п'ятнадцята серія тридцять третього сезону мультсеріалу «Сімпсони», прем'єра якої відбулась 20 березня 2022 року у США на телеканалі «Fox».

## Сюжет
У Спрінґфілдській початковій школі вся увага прикута до Ральфа Віґґама. Він взутий у нові кросівки бренду «Slipreme Caliphates», який належить відомому інфлуенсеру Оріонові Г'юзу. Вдома Барт просить батьків купити йому нове взуття.
Гомер стоїть у довгій черзі до магазину, і, в результаті, наступного ранку він будить ними Барта. У школі Барт миттю стає популярним, але, коли хлопчик намагається прокататись на скейтборді, кросівки раптово розсипаються.
Барт повідомляє про інцидент Гомеру і про свій намір повернути взуття. Однак, Гомер поспішає до магазину, оскільки насправді, щоб не стояти у черзі, він купив синові підроблені черевики у Майка Веґмана. Гомер запізнюється і в магазині взуття Барта принижують за підробку (і за те, що Гомер зірвав з нього шорти). Всі знімають це і викладають в Інтернет.
Вдома Гомер намагається вибачитися перед сином, але той говорить, що Гомер — найменш крута людина на світі. Раптом до дому Сімпсонів приходить Оріон Г'юз, щоб вибачитися за підробку, і дарує сім'ї абсолютно нові й оригінальні продукти «Slipreme».
Барт запрошує його покататися на скейті разом, але Оріон розповідає, що він так і не вміє кататися. Хлопчаки починають тусуватися разом. Оріон пропонує Барту створити з ним нові кросівки.
Тим часом, намагаючись стати крутим, Гомер вдягає дещо з нового крутого одягу, що подарував Оріон. Майк Веґман помічає це та розміщує фото Гомера в «Instasnap'і», і люди лайкають Гомера. У таверні Мо Гомер приносить новий одяг, щоб чоловіки середнього віку надягнути щось круте. Він вирішує розповсюдити цю моду на інших.
Барт і Оріон створюють кросівки на основі Барта. Однак при організації реліз-вечірки, вони помічають, що бренд поширився на некрутих людей і чоловіків середнього віку. Оріон боїться, що його компанія може збанкрутувати.
Барт виявляє, що Гомер започаткував цю тенденцію, тож, щоб його зупинити він телефонує Мардж. Мардж вдається переконати Гомера знову бути, ким він є насправді та повернутися додому. Гомер перенаправляє некрутих до Музею історії авіації. Зрештою, Барт і Гомер примиряються.
У сцені під час титрів Оріон просить пробачення у свого батька-кінозірки Дарія за зіпсовану вечірку. Водночас Дарій заспокоює сина, бо насправді Оріон є його клоном, зробленим з його ДНК…

## Виробництво

Сцена з ганьбою Барта

За словами шоуранера Метта Селмана сцена ганьби Барта була «надто затратною» у виробництві. У сцені зображено 12 ракурсів сцени, кожен з яких окремо анімумвався.
Магазин «Dr. Pepper Salami Twister Slim Jim» спочатку називався «Taco Bell Sour Patch Gordita», але потім додали цілу сцену про тако з твердими оболонками, тож назву змінили.

## Цікаві факти та культурні відсилання
- Хіпстерівська вулиця у Спрінґфілді заснована на районі Ферфакс у Лос-Анджелесі[4].
- На вежі компакт-дисків є диски «Жургазму», групи, яку очолював Гомер у серії «That 90's Show»[5].
- Барт називає «Facebook» «газетою старожилів»[6].
- Закінчення епізоду ― відсилання до фільму «Двійник» 2019 року, в якому персонаж Вілла Сміта боровся з молодшим клоном самого себе. За словами Метта Селмана, кінцевий акт нарцисизму знаменитостей ― це клонувати себе і виховати «самого себе» як власну дитину[7].

## Ставлення критиків і глядачів
Під час прем'єри серію переглянули 1,04 млн осіб, з рейтингом 0.3, що зробило її другим найпопулярнішим шоу на каналі «Fox» тієї ночі, після «Сім'янина».
Тоні Сокол з «Den of Geek» дав серії чотири з п'яти зірок, сказавши
|  | Як зазначає Ліса, крутість ― довільний і постійно змінюється. «Сімпсони» раніше були крутими, але незручно змінилися. Протистояння поколінь заслуговує більшого, ніж промова Мардж і похід до Музею авіації, але останній акт підносить серію на пів зірки. |

Маркус Ґібсон із сайту «Bubbleblabber» оцінив серію на 7/10, сказавши:
|  | Серія — ще один крутий епізод у стабільно потужному сезоні шоу. У ньому є кілька безглуздих елементів, які не дають йому досягти вершини свого «лічильника популярності». Незважаючи на це, епізод продовжує демонструвати стосунки шоу між батьком і сином, хоча тенденції, пов'язані з онлайн-інфлуенсерами, гіфками та мемами, більшість часу відходять на другий план. |

Ґібсон також похвалив роботу запрошених зірок ― співака і композитора The Weeknd і актора Майкла Рапапорта, ― сказавши, що вони «зробили відповідну роботу, створивши трохи комедії та розгорнувши історію».
Згідно з голосуванням на сайті The NoHomers Club більшість фанатів оцінили серію на 3/5 із середньою оцінкою 3,14/5.